# Dominik Bilimek
Dominik Bilimek (vlastním jménem Adolf Josef Bilimek) (25. února 1813, Nový Jičín – 4. srpna 1884, Vídeň) byl moravský římskokatolický duchovní, zoolog a botanik.

## Život
Narodil se v Novém Jičíně jako druhý syn do rodiny řezníka Dominika Bilimka a jeho chotě Theresie.

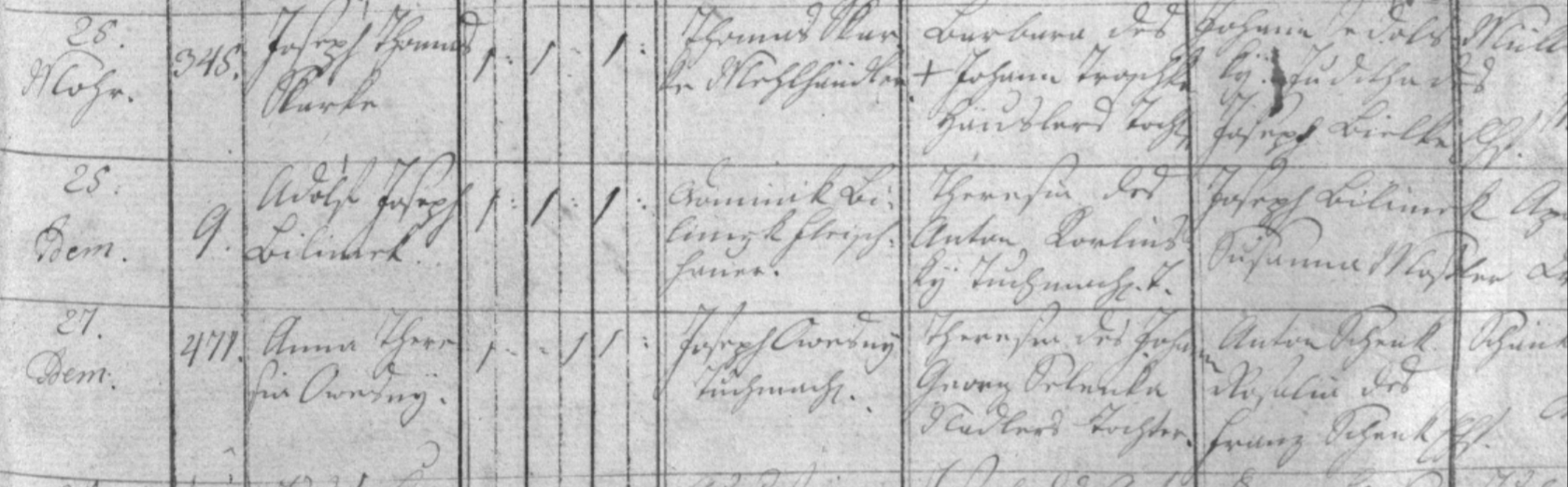
Matriční záznam o narození a křtu

Po dokončení základního vzdělání byl rodiči vyslán do Vídeňského Nového Města, kde roku 1832 vstoupil do cisterciáckého řádu v klášteře Neukloster u Vídně. Roku 1836 podstoupil kněžské svěcení a přijal jméno Dominik.
V Neuklosteru pak působil jako kaplan a měl zde na starosti fyzikální laboratoře a přírodní kabinet. O pár let později se pak stal profesorem klášerního gymnázia se specializací na přírodovědu.
Roku 1851 se stal zakladatelem Zoologicko-přírodovědné společnosti ve Vídni, jež dodnes existuje a je jedním z nejstarších přírodovědných spolků na světě.
Poté působil jako profesor na vojenských prestižních univerzitách v Krakově, v Hainburgu, v Eisenstadtu a pak i v Tereziánské akademii ve Vídeňském Novém Městě.
Jeho umění si všiml Ferdinand Maxmilián Rakouský a požádal jej, aby s ním uskutečnil výpravu do Mexika. Výprava se uskutečnila roku 1865, Bilimek se během ní věnoval různým vědeckým průzkumům a poznatkům. Při bádaní jej doprovázela i Charlotta Belgická se svými dvorními dámami. Své poznatky pak poslal v dopisech do rodného Jičína, kde byly vydány v časopise Včela. V Mexiku našel i starou sošku Nanahuatzin.
Jeho mexické nálezy byly vystaveny v různých muzeích a dodnes je Bilimek uznávaným vědcem.
Zemřel v klášteře Neukloster 3. srpna 1885 ve věku 71 let.